# Crnokrpe
Crnokrpe este un sat din comuna Rožaje, Muntenegru. Conform datelor de la recensământul din 2003, localitatea are 433 de locuitori (la recensământul din 1991 erau 495 de locuitori).

## Demografie
În satul Crnokrpe locuiesc 275 de persoane adulte, iar vârsta medie a populației este de 29,1 de ani (29,0 la bărbați și 29,3 la femei). În localitate sunt 89 de gospodării, iar numărul mediu de membri în gospodărie este de 4,87.
|  |

| Demografie | Demografie | Demografie |
| An         | Locuitori  | Locuitori  |
| ---------- | ---------- | ---------- |
|            |            |            |
|            |            |            |
|            |            |            |
|            |            |            |
| 1948       | 301        |            |
| 1953       | 328        |            |
| 1961       | 392        |            |
| 1971       | 351        |            |
| 1981       | 414        |            |
| 1991       | 495        | 487        |
| 2003       | 555        | 433        |

| \| Componența etnică conform recensământului din 2003[2] \| Componența etnică conform recensământului din 2003[2] \| Componența etnică conform recensământului din 2003[2] \| Componența etnică conform recensământului din 2003[2] \| Componența etnică conform recensământului din 2003[2] \| \| ----------------------------------------------------- \| ----------------------------------------------------- \| ----------------------------------------------------- \| ----------------------------------------------------- \| ----------------------------------------------------- \| \| \| \| \| \| \| \| Bosniaci \| Bosniaci \| \| 375 \| 86,6% \| \| Albanezi \| Albanezi \| \| 30 \| 6,92% \| \| Musulmani \| Musulmani \| \| 20 \| 4,61% \| \| Sârbi \| Sârbi \| \| 1 \| 0,23% \| \| necunoscută \| necunoscută \| \| 1 \| 0,23% \| |             |  |     |       |
| Componența etnică conform recensământului din 2003 |             |  |     |       |
| |             |  |     |       |
| Bosniaci | Bosniaci    |  | 375 | 86,6% |
| Albanezi | Albanezi    |  | 30  | 6,92% |
| Musulmani | Musulmani   |  | 20  | 4,61% |
| Sârbi | Sârbi       |  | 1   | 0,23% |
| necunoscută | necunoscută |  | 1   | 0,23% |